# Violeta Gorodischer
Violeta Gorodischer (Buenos Aires, 1981) es una periodista y escritora argentina, en la actualidad editora del Suplemento Sábado del diario La Nación.

## Trayectoria
Empezó a estudiar la carrera de letras en el año 2000 en la Universidad de Buenos Aires mientras trabajaba como periodista. Es conocida por colaborar con distintos medios y trabajar como editora en el diario La Nación.
Ha colaborado en diversos medios (Página/12, Rolling Stone, Crisis), fue coeditora del sello de narrativa independiente Tamarisco, editó la revista OHLALÁ! y actualmente trabaja como editora del suplemento del sábado en el diario La Nación.
Su primera novela fue Los años que vive un gato, publicada en 2011, y su siguiente libro fue Buscadores de fe, publicado en 2012 y compuesto de "crónicas sobre búsquedas espirituales contemporáneas, miedos, culpas y deseos de la clase media a través de personajes de ficción que deambulan a tientas en esa zona gris cada vez más espaciada que existe entre la juventud y la adultez". Entre las dos obras recibió una invitación para participar en una antología de cuentos eróticos escritos por mujeres. Sueños a 90 centavos agrupa los diez relatos que interrogan un mismo núcleo -los vínculos femeninos- a través de dos formas, la amistad y la pareja. Con este libro ganó el premio del Fondo Nacional de las Artes de 2013.

## Vida personal
Es sobrina política de la escritora Angélica Gorodischer (1928-2022). Su hermano Julián Gorodischer también es escritor.

## Distinciones
- 2013. Fondo Nacional de las Artes (premio, 2013-2014)

## Obra
- Los años que vive un gato (1ª edición). Edición del Autor. 2011. ISBN 978-987-33-1369-1.
- Buscadores de fe (1ª edición). Emecé Editores. 2012. ISBN 978-950-04-3469-0.
- Sueños a noventa centavos (1ª edición). Seix Barral. 2015. ISBN 978-950-731-858-0.